# Monsieur Taxi
Monsieur Taxi is een Franse speelfilm uit 1952, geregisseerd door André Hunebelle, met Michel Simon in de titelrol.

## Verhaal
"Monsieur Taxi" is de bijnaam van Pierre Verger, een norse maar eerlijke taxichauffeur die met zijn onafscheidelijke hond Gangster Parijs doorkruist. Op een dag vergeet een buitenlandse dame in zijn taxi een grote som geld. Pierre wil die teruggeven maar in zijn pogingen om haar terug te vinden wordt hijzelf als misdadiger aanzien en gearresteerd. Uiteindelijk komt alles nog goed en kan hij het huwelijk meemaken van zijn zoon Georges en zijn dochter Jacqueline.

## Rolverdeling
| Acteur                                                       | Personage                                       |
| ------------------------------------------------------------ | ----------------------------------------------- |
| Michel Simon                                                 | Pierre Verger                                   |
| Claire Olivier                                               | Hélène Verger, Pierres echtgenote               |
| Roland Alexandre                                             | Georges Verger, zoon van Pierre, journalist     |
| Floriane Prévot                                              | Jacqueline Verger, dochter van Pierre, naaister |
| Jean Brochard                                                | Léon, schoonbroer van Pierre, politieagent      |
| Jane Marken                                                  | Louise, de vrouw van Léon                       |
| [[Een van de bijrollen wordt vertolkt door Louis de Funès.]] |                                                 |

## Persstemmen[1]
"Simon heeft zonder twijfel het lelijkste gezicht dat aan een beroemd filmacteur toebehoort, maar misschien ook wel het meest expressieve gezicht. In deze film is hij ronduit meesterlijk." - Het Vrije Volk, 25 juli 1953
"Michel Simon geeft een prachtig brok genuanceerde goedmoedigheid te zien en wordt vooral door geroutineerde krachten als Jane Marken en Jean Brochard voortreffelijk ondersteund." - De Telegraaf, 30 mei 1953
"Men leert in deze twee uur waarschijnlijk meer over Parijs en het leven van zijn werkende bevolking dan in een vacantie van twee weken in de schaduw van de Eiffeltoren." - De Waarheid, 27 juni 1953